# Vox Pop
Ne doit pas être confondu avec Voxpop.
Vox Pop est un magazine télévisé européen diffusé sur la chaîne Arte de janvier 2014 à décembre 2021. L'expression anglaise vox pop correspond au français « micro-trottoir ». C'est une apocope de la locution latine vox populi, « parole du peuple ». 
L'émission était présente sur le site d'Arte. Elle possédait également des comptes Facebook, Twitter et YouTube.
Elle proposait enquêtes, reportages et interviews sur des sujets de société européens (économie, politique, environnement, santé, etc.).

## Historique
La première édition présentée par John Paul Lepers est diffusée le 26 janvier 2014. Ce « magazine polémique, radical et positif » a pour ambition d'« incarner la société européenne » grâce à un réseau de correspondants. Chaque semaine, Vox Pop propose une interview, une enquête, présente le combat d'un citoyen européen et fait un tour d'Europe des correspondants. Le dossier de presse évoque clairement le contexte d'euroscepticisme : Vox Pop a la volonté de relayer la parole des citoyens européens auprès des dirigeants et de leur présenter un destin commun. En septembre 2014, le magazine se compose de trois rubriques: Vox report (reportage d'un correspondant sur l'actualité de son pays), enquête puis interview.
À la rentrée 2016, le magazine renouvelle sa formule et se déroule en deux temps: Vox report, puis le débat de la semaine (sondage auprès des citoyens européens, reportage, enquête et interview).
En 2018, John Paul Lepers décide de quitter l'émission pour se consacrer à d'autres projets, notamment le média en ligne LaTéléLibre. Il est remplacé à la rentrée par Nora Hamadi, journaliste spécialiste des questions européennes. Dans la perspective des élections européennes de mai 2019, le magazine confirme son angle européen aux côtés d'autres programmes d'Arte tels que 28 minutes. Plusieurs rubriques coexistent: l'enquête (enquête sur le terrain dans plusieurs pays européens), l'interview , la controverse (format court centré sur les données chiffrées d'un débat), et les correspondants (réalités nationales du sujet traité présentées par les correspondants). L'invité de l'interview peut être un responsable politique, un chef d'entreprise, un responsable associatif ou encore un scientifique. 
Trois émissions spéciales « L'Europe face au coronavirus » sont réalisées lors de la pandémie de Covid-19 en France.

## Récompenses
- 2018 : prix de l'initiative européenne[réf. nécessaire]

## Identité visuelle

Logo de Vox Pop jusqu'en 2018
Logo de Vox Pop depuis 2018